# ナガサワ文具センター
ナガサワ文具センター（ナガサワぶんぐセンター）は兵庫県神戸市中央区に本社を置く文房具専門店である。
「ナガサワ文具センター」の他に「NAGASAWA」と表記されることもある。

## 概要
社是
『文具（ステーショナリー）・事務用品を商社的発想にもちつつ、当社人材を通じて文化と環境の高揚と創造に貢献する』
特徴
文房具専門店として兵庫県と大阪府出店する。オリジナル万年筆やオリジナル革製品「beside」、オリジナルインク「Kobe INK物語」の企画販売を行う。

## 沿革
- 1882年（明治15年） - 5月 長澤力蔵が神戸市葺合区（現神戸市中央区）において日用雑貨商「長澤紙店」を創業。
- 1914年（大正3年） - 「長澤文具店」として長澤丑次が二代目世襲。
- 1945年（昭和20年） - 長澤堅次が三代目世襲。
- 1947年（昭和22年） - 法人設立し、「株式会社長澤堅次商店」とする。
- 1960年（昭和35年） - 「株式会社ナガサワ文具センター」に社名変更。
- 1965年（昭和40年） - 三宮地下街に「さんちか店」オープン。
- 1975年（昭和50年） - 都市改造ビル完成と同時に「センター店」オープン。
- 1977年（昭和52年） - 創業95周年を迎え、記念キャンペーン、記念式典を行う。
- 1980年（昭和55年） -  神戸市中央区の三宮いくたロードに地上7階延面積1070平方メートルの「本店」完成。
- 1985年（昭和60年） - さんちか20周年「リボーン85」に伴い「さんちか店」改装オープン。
- 1987年（昭和62年） - 8月 長澤基夫が四代目世襲。
- 1988年（昭和63年） - 9月 知的文化の創造を目指し、「センター店」改装オープン。
- 1990年（平成2年） - 3月 「さんちか店」改装オープン。
- 1994年（平成6年） - 2月 神戸市兵庫区新開地に「オフィスサポート部/流通センター」開設。
- 1994年（平成6年） - 4月 JR西宮駅前のフレンテ西宮に「西宮フレンテ」オープン。
- 1999年（平成11年） - 12月 楽天市場出店。
- 2001年（平成13年） - 11月 JR明石駅前のアスピア明石に「アスピア明石店」オープン。
- 2002年（平成14年） - 9月 長澤宗弘が五代目世襲。
- 2006年（平成18年） - 2月 「さんちか店」改装。「n→（エンヌ）さんちか店」としてリニューアルオープン。
- 2006年（平成18年） - 7月 神戸市営地下鉄西神中央駅前プレンティに「ｎ→（エンヌ）プレンティ店」オープン。
- 2007年（平成19年） - 3月 いくたロードの「本店」がジュンク堂書店三宮店3Fへ移転リニューアルオープン。
- 2008年（平成20年） - 4月 「センター店」移設店舗「PenStyle DEN」オープン。
- 2009年（平成21年） - 9月 「n→（エンヌ）プレンティ店」増床。「プレンティ店」としてリニューアルオープン。
- 2010年（平成22年） - 12月 大阪梅田茶屋町のチャスカ茶屋町に「NAGASAWA 梅田茶屋町店」オープン。
- 2012年（平成24年） - 3月 3ヶ所のオフィスを統合し、 神戸市中央区江戸町に本社を移転。
- 2012年（平成24年） - 5月 創業130周年を迎える。
- 2012年（平成24年） - 9月 神戸市中央区の神戸商工貿易センタービルに「貿易センタービル」オープン。
- 2012年（平成24年） - 12月 ハーバーランド煉瓦倉庫南棟に「NAGASAWA神戸煉瓦倉庫店」オープン。
- 2013年（平成25年） - 9月 神戸国際会館SOL　B2に「La letter de Kobe( ラ レットル ドゥ 神戸 ) by NAGASAWA」オープン。
- 2015年（平成27年） - 10月 NAGASAWA梅田茶屋町店改装、筆記具コーナーを大幅増床してリニューアルオープン。
- 2016年（平成28年） - 3月 n→(エンヌ)さんちか店改装、NAGASAWAさんちか店としてリニューアルオープン。
- 2016年（平成28年）  - 4月　「貿易センタービル」閉店。同時に北野工房のまち2階に「Kobe INK物語 by NAGASAWA」オープン。

## 店舗

### 兵庫県神戸市
- ナガサワ文具センター 本店
- ナガサワ文具センター プレンティ店
- NAGASAWA PenStyle DEN
- NAGASAWA 神戸煉瓦倉庫店
- Kobe INK物語 by NAGASAWA[7]
- NAGASAWA Journal Style & Chair Factory

### 兵庫県明石市
- ナガサワ文具センター パピオス明石店

### 大阪府大阪市
- NAGASAWA 梅田茶屋町店

### オンラインショップ
- 公式オンラインショップ

### 閉店した店舗
- NAGASAWA さんちか店[8]
- ナガサワ文具センター貿易センタービル店[9]

## オリジナル商品
ナガサワ文具センターは神戸をテーマにした独自商品を販売している
- NAGASAWA オリジナル万年筆

セーラー万年筆のモデルをベースに、天冠部にインクマークを、ペン先に風見鶏を刻印している。刻印デザインは長原宣義。
- KOBE Ink 物語

ナガサワ文具センターが販売するオリジナル万年筆用インク。2007年に阪神・淡路大震災からの復興の記念として開発された。神戸の街並みをイメージして作られる。2018年に第10回日本マーケティング大賞の奨励賞を受賞。
- beside

ナガサワ文具センターが販売する革製品。